# Tournay (Spiel)
Tournay ist ein Kartenspiel, das von Sébastien Dujardin, Xavier Georges und Alain Orban entwickelt wurde und 2011 beim belgischen Verlag Pearl Games in einer dreisprachigen Ausgabe (französisch, deutsch, englisch) erschienen ist. Der Heidelberger Spieleverlag übernahm den exklusiven deutschen Vertrieb. Z-Man Games brachte 2012 eine englische Ausgabe für den amerikanischen Markt heraus. Tournay im heutigen Belgien gehörte früher als Grafschaft Flanderns zum Frankenreich und war im Mittelalter ein bedeutendes Zentrum des Textilhandels. Den dadurch erworbenen Wohlstand zeigte die Stadt durch eine ganze Anzahl an repräsentativen Gebäuden.

## Ziel des Spiels
Nachdem Tournay im frühen Mittelalter bei einem Überfall durch Normannen im Jahr 881 zerstört worden war, übernehmen jeweils 2 bis 4 Spieler die Rolle einer wohlhabenden Familie, um ihr jeweiliges Stadtviertel wieder größer und schöner aufzubauen. Damit das gelingt, werden mit Hilfe von Einwohnern und ihren Funktionen neue Gebäude errichtet, zudem müssen schädliche Ereignisse von der Stadt ferngehalten werden.

## Spielmaterial

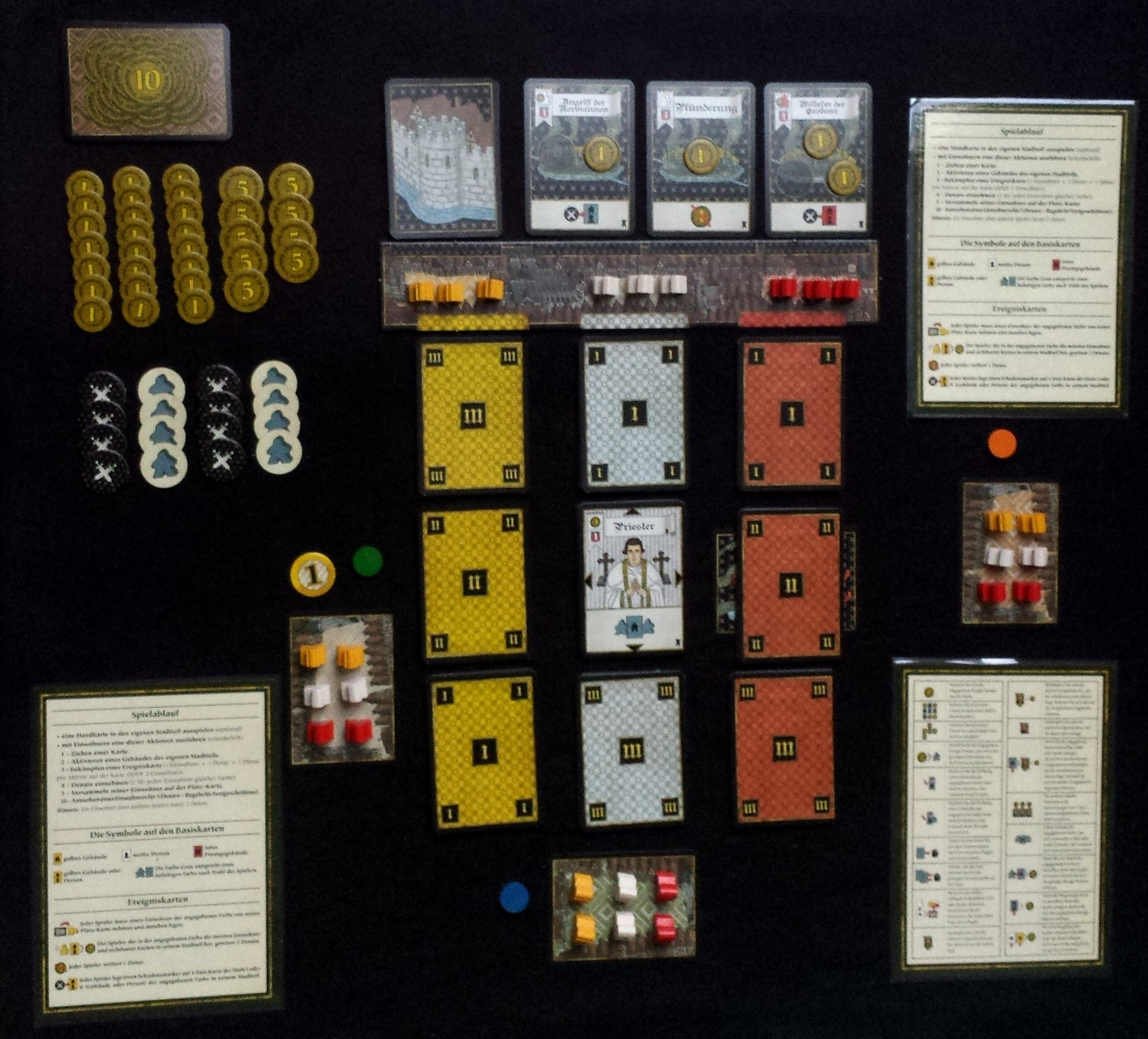
Tournay (Spieldarstellung)

Hauptbestandteil des Spiels sind 123 Karten, mit denen das Spiel gesteuert wird. Den größten Anteil bilden 90 Aktionskarten in drei Farben und drei Wertigkeitsstufen, die für das Grundspiel benötigt werden. Jeder einzelne Satz, die den Adel (rot), Klerus (weiß) und das Bürgertum (gelb) repräsentieren, besteht aus 30 Karten, unterteilt in drei Wertigkeitsstufen (I, II und III) zu jeweils 10 Karten. Daneben existieren noch 18 Erweiterungs- und 15 Ereigniskarten. Zum Spiel gehört ein doppelseitiger Spielplan in Form eines Minibretts mit einer Vorrats- und einer Wertungsseite. Weitere Spielelemente sind 4 Wertungssteine in den Farben der Spieler (beige, blau, rot und gelb) sowie 33 Einwohnerfiguren, unterteilt in 11 Bürger (gelb), 11 Kleriker (weiß) und 11 Adelige (rot). Gespielt wird mit Münzen, die dem Gegenwert von einem, fünf und zehn Denaren entsprechen. Die letzten Spielelemente bestehen aus 4 Platzkarten, einem einzelnen Startspielmarker sowie 20 runden Schadensmarkern und grauen Einwohnern auf der Rückseite. Um den maximal 4 Spielern das Spiel zu erleichtern, gibt es noch 4 doppelseitige Spielhilfen mit genauen Erklärungen.

## Spielvorbereitung
Der doppelseitige Spielplan wird mit der Vorratsseite nach oben gelegt und dann werden 3 Einwohner jeder Farbe auf den gekennzeichneten Feldern platziert. Die Aktivitätskarten werden nach Wertigkeit und Stand unterschieden verdeckt in der Mitte des Spieltisches in 9 Stapel mit je 10 Karten gelegt. 12 Ereigniskarten werden verdeckt links oberhalb des Spielplans, die übrigen 3 Karten offen rechts daneben gelegt, da sie die Reihe aktiver Ereignisse vorgeben. Im nächsten Schritt erhält jeder Spieler 6 Denare, eine Platzkarte und einen Wertungsstein derselben Farbe, die er zusammen mit zwei Einwohnern jeder Farbe auf seine Platzkarte legt. Die übrigen Denare, Schadensmarker und grauen Einwohner werden als kollektiver Vorrat zur Seite gelegt. Zuletzt wird der Startspieler bestimmt, er erhält den Startspielermarker und behält ihn bis zum Spielende.

## Arten von Aktivitätskarten
- Gebäude: Diese werden von den Spielern in den Stadtteilen der Spieler gebaut und können bei Bedarf von ihnen mit einem Einwohner derselben Farbe aktiviert werden.
- Personen: Sie werden ebenfalls in den Stadtteilen abgelegt und treten in Aktion mit Karten, die sich in der gleichen Spalte oder Zeile befinden, was durch Pfeile auf den Karten angezeigt wird.
- Prestigegebäude: Karten mit denen Prestigepunkte gewonnen werden können, gibt es nur in der III. Wertigkeitsstufe. Jede Art eines gebauten Prestigebäudes löst bei Spielende eine gemeinsame Wertung für alle Spieler aus.
- Stadtschreier: In jedem der 9 Stapel befindet sich eine solche Karte, wird sie gezogen, löst dies ein aktives Ereignis aus.[3]

## Spielablauf
Nachdem der Startspieler bestimmt worden ist, z. B. durch Auswürfeln, wird reihum im Uhrzeigersinn gespielt. Der Zug eines Spielers besteht aus zwei Phasen: 1. Es wird eine Handkarte ausgespielt, was optional ist und 2. mit Einwohnern führt man eine Aktion aus, was erforderlich ist.
- In Phase 1 eine Handkarte ausspielen (optional): Der Spieler der gerade am Zug ist, kann eine Karte aus seiner Hand ausspielen, mit der er seinen Stadtteil erweitert. Die Baukosten sind auf der Karte angegeben und die Karte muss dann, abgesehen von der ersten Karte, seitlich angrenzend an eine bereits liegende Karte angelegt werden. Zu beachten gilt, dass der Stadtteil eines Spielers nie mehr als 3 Zeilen und 3 Spalten groß sein darf. Haben zwei Karten die gleiche Farbe, ist es möglich die Karten übereinander oder alternativ unter den Stapel der gleichen Farbe zurückzulegen. Sind die Karten jedoch unterschiedlicher Farbe, dann ist es möglich die eigene Karte auf eine besetzte Karte zu spielen. Handelt es sich um einen Schadensmarker oder grauen Einwohner, wird dieser zurück in den Vorrat gelegt. Handelt es sich um einen Einwohner des Spielers, wird dieser neben die eigene Platzkarte gelegt. Zu beachten gilt, dass zwei Prestigegebäude der Stufe III mit demselben Namen nicht im gleichen Stadtteil ausgespielt werden dürfen.[3]

- In Phase 2 mit Einwohnern eine Aktion ausführen (erforderlich): Hier werden mehr Möglichkeiten geboten, wobei der aktive Spieler, um eine Aktion auszuführen, einen oder mehrere verfügbare Einwohner derselben Farbe verwenden muss. Hierzu kann der Spieler kostenlos Einwohner verwenden, die sich auf der eigenen Platzkarte befinden und/oder verfügbare Einwohner von Platzkarten seiner Mitspieler verwenden, wofür er aber dem Mitspieler jeweils 2 Denare bezahlen muss. Im Anschluss werden diese Einwohner neben ihre ursprüngliche Platzkarte gelegt, wobei die Einwohner weiterhin dem ursprünglichen Spieler gehören, der sie aber zunächst nicht weiter verwenden darf. Für eine Aktion dürfen auch Einwohner mehrerer Mitspieler verwendet werden. Nun muss der am Zug befindliche Spieler eine von fünf optionalen Aktionen auswählen. 1. Er zieht eine Karte. 2. Er kann ein Gebäude im eigenen Stadtteil aktivieren. 3. Er kann eine Ereigniskarte bekämpfen. 4. Es können Dinare eingenommen werden und 5. ist es möglich, dass er Einwohner auf seiner Platzkarte versammelt.[3]

## 1. Ziehen einer Karte
Mit einem Einwohner kann ein Spieler eine Karte der Stufe I in der Farbe seines Einwohners ziehen, z. B. zieht man mit einem gelben Einwohner eine gelbe Karte. Besitzt man zwei Einwohner, so kann man damit eine Karte der II. Stufe und mit drei Einwohnern eine Karte der III. Stufe ziehen. Die verwendeten Einwohner werden neben die eigene Platzkarte gelegt und nun bestehen zwei Möglichkeiten wie weiter vorgegangen wird: Entweder man zieht eine offene Karte eines Stapels, insofern dort eine liegt, oder man zieht zwei verdeckte Karten, wählt eine davon aus und legt die andere offen zurück auf den Stapel.

### Ziehen einer Stadtschreier-Karte und Aktivierung von Ereignissen
1. Wurde ein verdeckte Stadtschreier-Karte gezogen, muss der Spieler eine Ersatzkarte ziehen und überlegen welche Karte er behält. Im Anschluss legt der Spieler die Stadtschreier-Karte um 90° verdreht zurück unter den Stapel, um anzuzeigen, dass aus diesem Stapel keine solche Karte mehr verfügbar ist.
2. Der Spieler nimmt nun Denare aus dem Vorrat und platziert sie auf je einen leeren Kreis in allen Ereigniskarten, sind die Kreise bereits belegt, entfällt dies.
3. Der Vorgang auf den aktiven Ereigniskarten wirkt sich jetzt auf alle Spieler, beginnend mit dem nächsten Spieler zur linken Seite, aus.
Nun kann der Spieler eine Stadtmauer bauen, indem er eine Stadtmauer-Karte aus seiner Hand spielt, was ihn gleichzeitig vor Ereigniskarten, jeder Wahl und jeder Stärke, schützt. Spielt man eine Stadtmauerkarte, legt man sie verdeckt neben den zu bauenden Stadtteil und erhält so am Ende des Spiels einen Prestigepunkt.

## 2. Aktivieren eines Gebäudes des eigenen Stadtteils
Der Spieler der am Zug ist, kann in seinem Stadtteil, d. h. in seiner Auslage, die 3 × 3 Karten umfasst, einen Einwohner in einem freien Gebäude eines bestimmten Typs (Bürger, Kleriker oder Adeliger) arbeiten lassen, unter der Voraussetzung, dass der Einwohner und das Gebäude dieselbe Farbe aufweisen. Stammt der Einwohner von der eigenen Platz-Karte, wird er auf das aktivierte Gebäude gelegt, stammt er von der Platz-Karte eines Mitspielers, wird er neben dessen Platz-Karte abgelegt und ein grauer Einwohner aus dem Vorrat wird auf das aktivierte Gebäude gelegt. Gebäude sind frei und aktivierbar, wenn dort weder Einwohner noch Schadensmarker liegen.

## 3. Bekämpfen einer Ereigniskarte
Der aktive Spieler kann ein aktives Ereignis bekämpfen, sobald darauf mindestens ein Denar liegt. Hierzu muss der Spieler zwei Einwohner der gleichen Farbe verwenden, wie sie links oben auf der Karte abgebildet sind. Ist auf der Karte nur ein Einwohner und eine Münze dargestellt, verwendet der Spieler einen Einwohner derselben Farbe und bezahlt die dargestellte Münze plus einen weiteren Denar, um alle Arten von Karten zu bekämpfen. Verwendete Einwohner legt man neben die Platz-Karte und die Münzen kommen zurück in den Vorrat. Die Ereigniskarte nimmt der Spieler dann auf die Hand (er kann sie später als Stadtmauer verwenden) und es wird eine neue Ereigniskarte ausgelegt.

## 4. Denare einnehmen
Um zwei Denare pro Einwohner einzunehmen, kann ein Spieler einen oder mehrere  gleichfarbige Einwohner verwenden. Die Einwohner müssen von der Platz-Karte des aktiven Spielers stammen und werden nach der Aktion neben die eigene Platzkarte gestellt.

## 5. Versammeln seiner Einwohner auf der Platzkarte
Diese Aktion kann ein aktiver Spieler durchführen, um alle seine Einwohner zurück auf seine Platz-Karte zu stellen, einschließlich der auf den Gebäudekarten liegenden Einwohner. Voraussetzung ist jedoch, dass alle Schadensmarker und alle grauen Einwohner im eigenen Stadtteil zurück in den Vorrat gelegt wurden.

## Spielende
- Bedingung 1: Ein Spieler hat einen Stadtteil (Raster) von 9 Feldern gebaut und es befinden sich mindestens zwei Prestigegebäude darin.
- Bedingung 2: Es wurden mehr Stadtschreier als teilnehmende Spieler aufgedeckt und zurück unter die Kartenstapel gelegt, z. B. 5 Stadtschreierkarten bei 4 Mitspielern.

Das Spielende tritt zu Beginn des Zuges des Startspielers ein, wenn:
- Bedingung 1 von mindestens 2 Spielern erfüllt wurde, oder
- Bedingung 1 und Bedingung 2 gleichzeitig erfüllt sind.[4]

Bei Spielende wird der Spielplan auf die Wertungsseite gedreht und die Wertungssteine der Spieler werden bei 0 abgelegt. Jedes sichtbare Prestigegebäude kann Prestigepunkte für alle Spieler bringen, wobei derselbe Spieler nicht mehr als 12 Prestigepunkte für ein und dasselbe Gebäude gewinnen kann. Prestigegebäude die den gleichen Namen tragen, werden zusammen gewertet. Für jedes zu wertende Element erhält der Spieler, der das Gebäude gebaut hat, die Prestigepunkte, die unten auf der Gebäudekarte links abgebildet sind und die übrigen Spieler erhalten die Prestigepunkte die rechts abgebildet sind. Abschließend erhalten die Spieler für alle Karten ihres Stadtteils die Prestigepunkte, die unterhalb der Baukosten angegeben sind, wobei auch überbaute Karten mitgezählt werden. Letztlich wird noch pro gebauter Stadtmauer-Karte ein zusätzlicher Prestigepunkt vergeben.

## Spiel für Fortgeschrittene
Beim Spiel für Fortgeschrittene beginnt jeder Spieler mit einem einzigen Einwohner jeden Standes auf seiner Platzkarte und 9 Denaren. Nachdem der Vorrat pro Stand mit der Anzahl der Spieler plus 3 Einwohnern bestückt worden ist, kann jetzt eine neue Spielaktion (6) ausgeführt werden.

## 6. Anwerben eines neuen Einwohners
Um einen neuen Einwohner aus dem Vorrat zu erhalten, muss der aktive Spieler einen Einwohner plus 5 Denare aufwenden, wobei wieder gilt, dass der verwendete und der neue Einwohner dieselbe Farbe aufweisen. Der verwendete Einwohner wird neben die Platz-Karte gelegt, von der er stammt und der angeworbene Einwohner wird auf die Platz-Karte des aktiven Spielers gelegt und ist nun verfügbar.

## Erweiterung
In der Erweiterung werden Personenkarten ohne Pfeile eingeführt. Diese Karten interagieren weder mit Karten derselben Zeile noch Spalte, sondern sie verleihen stattdessen dem Spieler eine permanente Fähigkeit. Weitere Regeländerungen finden nicht statt.

## Spielgefühl und Kritik
Insgesamt ist Tournay ein Kartenaufbauspiel mit einigen taktischen Raffinessen, etwas Kartenglück und einer geringen Note Ärgernispotential, jedoch kein Spiel für Gelegenheitsspieler, da man sich zunächst intensiv mit den Spielregeln auseinandersetzen muss, um diese zu verstehen.